# Wszystko się może zdarzyć
Wszystko się może zdarzyć – album Anity Lipnickiej wydany w 1996 roku. Jest to pierwszy solowy album wokalistki po opuszczeniu zespołu Varius Manx.
Płyta zdobyła tytuł potrójnie platynowej.
Anita Lipnicka została nominowana pięciokrotnie do nagrody Fryderyk '96, m.in. w kategorii najlepszy album pop oraz piosenka roku. Lipnicka jest autorką prawie wszystkich tekstów na płycie (wyjątkiem są piosenki „Cats” i „Lonely Lover”, do których teksty napisał Mark Tschanz). Lipnicka zadebiutowała jako kompozytorka.
Całość płyty nagrana została w Londynie pod okiem Wiktora Kubiaka. Lipnickiej towarzyszył m.in. David Austin (twórca muzyki do utworu „Mosty”), który współpracował np. z George'em Michaelem.
Utwory „I tylko noce” oraz „Diabeł i Bóg” ukazały się na ścieżce dźwiękowej do filmu Pułapka z Markiem Kondratem w roli głównej. Anita pojawiła się w filmie w epizodzie solistki.

## Lista utworów
1. „Mosty” – 3:50
2. „Moja ostatnia rozmowa z królem” – 3:46
3. „Cats” – 3:24
4. „Piękna i Rycerz” – 3:14
5. „I wszystko się może zdarzyć” – 3:55
6. „Rzeko...” – 2:46
7. „Daydreaming” – 2:33
8. „Rzuciłam kamień” – 3:16
9. „Trzy lata później” – 3:20
10. „A kiedy tęsknię” – 3:49
11. „Lonely Lover” – 3:15
12. „Diabeł i Bóg” – 3:55
13. „I tylko noce” – 3:50
14. „Winter Song” – 2:17

## Twórcy
- Anita Lipnicka – śpiew
- Hugh Burns – gitara akustyczna, gitara elektryczna
- Fionn O'Lochlainn – gitara basowa
- Tony Beard – perkusja
- Nico Ramsden – gitara akustyczna, gitara elektryczna
- Danny Schogger – akordeon, instrumenty klawiszowe, fortepian
- Alan Clarke – organy
- Martin Ditcham – instrumenty perkusyjne
- Chu Cho Merchan – kontrabas
- Steve Sidwell – trąbka
- Chris White – saksofon
- Melvyn Duffy – elektryczna gitara stalowa
- Simeon Jones – harmonijka ustna
- Alicja – chórki